# Fernando Marçal
Fernando Marçal Oliveira (São Paulo, Brasil, 19 de febrero de 1989), conocido deportívamente como Marçal, es un futbolista brasileño. Juega de defensa y su equipo es el Botafogo del Campeonato Brasileño de Serie A.

## Trayectoria
Luego de jugar en Grêmio y Guaratinguetá en Brasil, siguió su carrera en Portugal. En 2010 fichó por el S. C. U. Torreense de la II Divisão. Jugó 40 encuentros con el club para luego irse al C. D. Nacional de la Primeira Liga. Luego de más de 80 encuentros disputados con Nacional y sus actuaciones en la cancha, atrajo la atención del campeón de la Primerira Liga 2014-15, el S. L. Benfica, club que fichó al jugador brasileño por cinco años.
Se fue a préstamo al Gaziantepspor turco el 20 de agosto de 2015 por toda la temporada. 
El 16 de junio de 2017 fichó por el Olympique de Lyon francés por 4,5 millones de euros, luego de pasar una cesión en el E. A. Guingamp.
El 6 de septiembre de 2020 se confirmó su fichaje por el Wolverhampton Wanderers F. C. por dos temporadas.

### Botafogo
El 16 de junio de 2022 regresó a Brasil y fichó por el Botafogo. Debutó ante el Santos F. C., en derrota por 2-0, el 20 de julio en un partido válido por el Campeonato Brasileño. Marcó en la victoria por 3 a 1 ante el Fortaleza E. C., en el Arena Castelão, en el Campeonato Brasileño.
En 2024 formó parte del plantel que conquistó la Copa Libertadores y el Campeonato Brasileño.

## Estadísticas

### Clubes
Actualizado al último partido disputado el 18 de mayo de 2025.
| Club | Div.          | Temporada     | Liga  | Liga  | Estatal | Estatal | Copas nacionales(1) | Copas nacionales(1) | Copas internacionales(2) | Copas internacionales(2) | Total | Total |
| Club | Div.          | Temporada     | Part. | Goles | Part.   | Goles   | Part.               | Goles               | Part.                    | Goles                    | Part. | Goles |
| --- | ------------- | ------------- | ----- | ----- | ------- | ------- | ------------------- | ------------------- | ------------------------ | ------------------------ | ----- | ----- |
| Guaratinguetá · Brasil | 2.ª Reg.      | 2009          | —     | —     | 0       | 0       | —                   | —                   | —                        | —                        | 0     | 0     |
| Guaratinguetá · Brasil | 2.ª Reg.      | 2010          | —     | —     | 3       | 0       | —                   | —                   | —                        | —                        | 3     | 0     |
| Guaratinguetá · Brasil | Total club    | Total club    | —     | —     | 3       | 0       | —                   | —                   | —                        | —                        | 3     | 0     |
| S. C. U. Torreense Portugal | 3.ª           | 2010-11       | 28    | 0     | —       | —       | 2                   | 0                   | —                        | —                        | 30    | 0     |
| S. C. U. Torreense Portugal | 3.ª           | 2011-12       | 12    | 1     | —       | —       | 5                   | 0                   | —                        | —                        | 17    | 1     |
| S. C. U. Torreense Portugal | Total club    | Total club    | 40    | 1     | —       | —       | 7                   | 0                   | —                        | —                        | 47    | 1     |
| C. D. Nacional Portugal | 1.ª           | 2011-12       | 14    | 0     | —       | —       | 1                   | 0                   | —                        | —                        | 15    | 0     |
| C. D. Nacional Portugal | 1.ª           | 2012-13       | 27    | 0     | —       | —       | 3                   | 0                   | —                        | —                        | 30    | 0     |
| C. D. Nacional Portugal | 1.ª           | 2013-14       | 27    | 2     | —       | —       | 2                   | 0                   | —                        | —                        | 29    | 2     |
| C. D. Nacional Portugal | 1.ª           | 2014-15       | 29    | 0     | —       | —       | 7                   | 0                   | 2                        | 0                        | 38    | 0     |
| C. D. Nacional Portugal | Total club    | Total club    | 97    | 2     | —       | —       | 13                  | 0                   | 2                        | 0                        | 112   | 2     |
| S. L. Benfica Portugal | 1.ª           | 2015-16       | 0     | 0     | —       | —       | 0                   | 0                   | 0                        | 0                        | 0     | 0     |
| S. L. Benfica Portugal | Total club    | Total club    | 0     | 0     | —       | —       | 0                   | 0                   | 0                        | 0                        | 0     | 0     |
| Gaziantepspor Turquía | 1.ª           | 2015-16       | 21    | 0     | —       | —       | 2                   | 1                   | —                        | —                        | 23    | 1     |
| Gaziantepspor Turquía | Total club    | Total club    | 21    | 0     | —       | —       | 2                   | 1                   | —                        | —                        | 23    | 1     |
| E. A. Guingamp Francia | 1.ª           | 2016-17       | 31    | 0     | —       | —       | 4                   | 0                   | —                        | —                        | 35    | 0     |
| E. A. Guingamp Francia | Total club    | Total club    | 31    | 0     | —       | —       | 4                   | 0                   | —                        | —                        | 35    | 0     |
| Olympique de Lyon Francia | 1.ª           | 2017-18       | 18    | 0     | —       | —       | 4                   | 0                   | 6                        | 0                        | 28    | 0     |
| Olympique de Lyon Francia | 1.ª           | 2018-19       | 12    | 0     | —       | —       | 6                   | 0                   | 3                        | 0                        | 21    | 0     |
| Olympique de Lyon Francia | 1.ª           | 2019-20       | 11    | 0     | —       | —       | 7                   | 0                   | 7                        | 0                        | 25    | 0     |
| Olympique de Lyon Francia | 1.ª           | 2020-21       | 1     | 0     | —       | —       | —                   | —                   | —                        | —                        | 1     | 0     |
| Olympique de Lyon Francia | Total club    | Total club    | 42    | 0     | —       | —       | 17                  | 0                   | 16                       | 0                        | 75    | 0     |
| Wolverhampton Wanderers F. C. Inglaterra | 1.ª           | 2020-21       | 13    | 0     | —       | —       | 0                   | 0                   | —                        | —                        | 13    | 0     |
| Wolverhampton Wanderers F. C. Inglaterra | 1.ª           | 2021-22       | 18    | 0     | —       | —       | 1                   | 0                   | —                        | —                        | 19    | 0     |
| Wolverhampton Wanderers F. C. Inglaterra | Total club    | Total club    | 31    | 0     | —       | —       | 1                   | 0                   | —                        | —                        | 32    | 0     |
| Botafogo · Brasil | 1.ª           | 2022          | 18    | 1     | —       | —       | 0                   | 0                   | —                        | —                        | 18    | 1     |
| Botafogo · Brasil | 1.ª           | 2023          | 22    | 0     | 10      | 1       | 4                   | 0                   | 6                        | 0                        | 42    | 1     |
| Botafogo · Brasil | 1.ª           | 2024          | 16    | 1     | 7       | 0       | 0                   | 0                   | 7                        | 0                        | 30    | 1     |
| Botafogo · Brasil | 1.ª           | 2025          | 2     | 0     | 0       | 0       | 0                   | 0                   | 0                        | 0                        | 2     | 0     |
| Botafogo · Brasil | Total club    | Total club    | 58    | 2     | 17      | 1       | 4                   | 0                   | 13                       | 0                        | 92    | 3     |
| Total carrera | Total carrera | Total carrera | 320   | 5     | 20      | 1       | 48                  | 1                   | 31                       | 0                        | 419   | 7     |
| (1) Incluye datos de Copa de Portugal, Copa de la Liga de Portugal, Supercopa de Portugal, Copa de Turquía, Copa de la Liga de Francia, Copa de Francia y Copa de Brasil. (2) Incluye datos de Liga de Campeones de la UEFA, Liga Europa de la UEFA, Copa Libertadores y Copa Sudamericana. |               |               |       |       |         |         |                     |                     |                          |                          |       |       |

## Palmarés

### Títulos regionales
| Título   | Club                          | Estado         | Año  |
| -------- | ----------------------------- | -------------- | ---- |
| Taça Río | Botafogo de Futebol e Regatas | Río de Janeiro | 2023 |
| Taça Río | Botafogo de Futebol e Regatas | Río de Janeiro | 2024 |

### Títulos nacionales
| Título                | Club           | País     | Año  |
| --------------------- | -------------- | -------- | ---- |
| Supercopa de Portugal | S. L. Benfica  | Portugal | 2016 |
| Campeonato Brasileño  | Botafogo F. R. | Brasil   | 2024 |

### Títulos internacionales
| Título                       | Club           | Sede         | Año  |
| ---------------------------- | -------------- | ------------ | ---- |
| Copa Libertadores de América | Botafogo F. R. | Buenos Aires | 2024 |